# Abou Bakr Al-Nasr
Pour les articles homonymes, voir Nasr.
Abou Bakr Al-Nasr, dit L'Égyptien, né en Égypte à une date inconnue et mort au Mali entre le 10 et le 17 avril 2014, est un djihadiste égyptien, émir du groupe armé salafiste Al-Mourabitoune.

## Biographie
Les débuts de la carrière djihadiste de Abou Bakr Al-Nasr sont peu connus. Dans les années 2000, il prend part à la Guerre d'Afghanistan au sein des Taliban. Puis, en 2011, au moment de la guerre civile libyenne, il dirige un camp d'entraînement pour Al-Qaïda à Benghazi.
Il rencontre Mokhtar Belmokhtar à l'automne 2011, en Libye. Il est recruté par ce dernier, alors chef d'une katiba d'AQMI, puis il gagne avec lui le nord du Mali. Vers fin 2012, il joue un rôle important dans la planification de la prise d'otages d'In Amenas, qui a lieu en janvier 2013, en Algérie.
Le 22 août 2013, Ahmed al-Tilemsi et Mokhtar Belmokhtar, annoncent dans un communiqué avoir signé la fusion en un seul mouvement du MUJAO et des Signataires par le sang. Ils affirment avoir décidé de céder la direction du nouveau mouvement à une « autre personnalité » sans toutefois indiquer son nom. Ce nouveau groupe armé prend le nom de Al-Mourabitoune.
Abou Bakr Al-Nasr est finalement tué par l'armée française entre le 10 et le 17 avril 2014,. Selon des sources militaires maliennes, il serait mort la nuit du 10 au 11 avril lors d'une opération entre Kidal et Tombouctou, au sud du Timétrine, les combats auraient fait au moins sept morts du côté des djihadistes. 
L'identité du commandant en chef d'Al-Mourabitoune est longtemps restée inconnue, mais en mai 2014, les autorités françaises affirment que Abou Bakr Al-Nasr était le chef du mouvement.
Il aurait été choisi pour être à la tête du mouvement en raison de son expérience et de son parcours « international ». Abou Bakr Al-Nasr affirmait connaître personnellement l'émir d'Al-Qaïda, Ayman al-Zaouahiri. Il pouvait ainsi servir de relais direct entre ce dernier et Belmokhtar.